# Mayetta (Kansas)
Mayetta é uma cidade localizada no estado americano de Kansas, no Condado de Jackson.

## Demografia
Segundo o censo americano de 2000, a sua população era de 312 habitantes.
Em 2006, foi estimada uma população de 365, um aumento de 53 (17.0%).

## Geografia
De acordo com o United States Census Bureau tem uma área de
0,4 km², dos quais 0,4 km² cobertos por terra e 0,0 km² cobertos por água. Mayetta localiza-se a aproximadamente 363 m acima do nível do mar.

## Localidades na vizinhança
O diagrama seguinte representa as localidades num raio de 24 km ao redor de Mayetta.